# Новая эра духов
«Новая эра духов» (англ. A New Spiritual Age) — десятый эпизод второго сезона американского мультсериала «Легенда о Корре».

## Сюжет
Тензин переживает из-за пребывания его дочери Джиноры в мире духов. Она тем временем бежит за духом, а Корра ругается с сусликами. Они смывают их в водяной воронке, и Джинора с Аватаром отделяются друг от друга. Корра превращается в маленькую девочку. Джинора встречает Пушистика, знакомого духа кролика-стрекозу. Она летит на нём искать Аватара и находит библиотеку Ван Ши Тонга, в которой бывал её дед. Корру пугает птенец, и она ранит его, затем извиняясь. К ней подходит дядя Айро, которого Корра узнаёт. Он отводит её на чаепитие в честь свадьбы его друзей-духов, и девочка видит чайник Аватара Вана. Джинора спускается в библиотеку и сталкивается с Ван Ши Тонгом, который хочет прогнать её. Она делится знаниями, но тот все равно настроен против людей, однако когда она упоминает, что пришла в мир духов с Аватаром, то Ван Ши Тонг разрешает ей остаться. Дядя Айро рассказывает Корре об игре Пай Шо, но Аватар переживает из-за разлуки с Джинорой и капризничает. Из-за её плохого настроения мир духов покрывается во тьму, и всем становится некомфортно. Дядя Айро подмечает это и просит Корру успокоиться. Она извиняется, и выходит солнце. Аватар хочет найти свою подругу, и Айро говорит ей отнести птенца в гнездо на горе, и тогда, возможно, она найдёт Джинору.
Джинора узнаёт местоположение порталов. Она также выясняет, что во время Гармоничного сближения Ваату может выбраться из своей клетки, Древа времени, если будут открыты оба портала. Внезапно является Уналак, которому помогает Ван Ши Тонг. Пушистик превращается в тёмного духа и хватает Джинору. Корра и дядя Айро подходят к подножью горы, и они прощаются. Аватар несёт птенца и встречает тёмных духов, но предлагает им дружбу, и они становятся светлыми. Она доставляет птенца в гнездо, и он соединяется со своими сородичами, превращаясь в гигантскую птицу. К Корре возвращается взрослый облик, и она летит на духе к порталам. Она говорит с Ваату и сообщает, что закроет портал, но тот шантажирует её Джинорой, которую выводит Уналак. Дядя Корры начинает стирать дух девочки, и Аватар подчиняется ему, открывая северный портал. Однако Ваату не может выбраться, и Уналак атакует Корру за ошибку, ибо она должна была пройти через портал. Пушистик улетает с Джинорой, а духи хватают Аватара. Её спасает птенец, и Ваату бросает Рааве угрозу на прощание, ожидая Гармоничного сближения. Корра приходит в себя в материальном мире и сообщает Тензину печальное известие о его дочери, которое вызывает у отца волнение.

## Отзывы

Динамика оценок IGN к эпизодам 2 сезона мультсериала

Макс Николсон из IGN дал эпизоду оценку 9 из 10 и написал, что «сцена чаепития была изюминкой» серии, «поскольку Айро сыграл в Пай Шо с духом гигантского бутона-розы, а также поделился некоторыми мудрыми словами с Коррой». Оливер Сава из The A.V. Club поставил эпизоду оценку «A» и отметил, что он «не эксперт в философии», «но похоже, что Айро описывает Корре закон притяжения, когда сосредоточение внимания на положительных или отрицательных мыслях даёт положительные или отрицательные результаты».
Майкл Маммано из Den of Geek дал эпизоду 5 звёзд из 5 и написал, что всё «это было здорово, потому что дядя Айро. Просто… потому что дядя Айро». Главный редактор The Filtered Lens, Мэтт Доэрти, поставил эпизоду оценку «A» и посчитал, что отсылки к «Легенде об Аанге» «делают этот эпизод одним из лучших в сезоне». Мордикай Кнод из Tor.com не ожидал увидеть дядю Айро и похвалил работу Грега Болдуина, озвучивающего персонажа после смерти актёра Мако.
Эпизод собрал 2,22 миллиона зрителей у телеэкранов США.